# Wet ter voorkoming van witwassen en financieren van terrorisme
De Wet ter voorkoming van witwassen en financieren van terrorisme (Wwft), in het Engelstalig internationaal verkeer Dutch Anti-Money Laundering and Anti-Terrorist Financing Act, is een Nederlandse wet ter uitvoering van de derde Europese witwasrichtlijn. De wet, die van kracht is geworden per 1 augustus 2008, heeft de Wet identificatie bij dienstverlening (WID) en de Wet melding ongebruikelijke transacties (Wet MOT) samengevoegd. Hierdoor is het voor instellingen die te maken hebben met de anti-witwaswetgeving gemakkelijker geworden om inzicht te krijgen in de verplichtingen waaraan zij moeten voldoen.
Sinds juli 2018 zijn financiële instellingen daarnaast onder meer verplicht om:
- de risico’s op witwassen en financieren van terrorisme vast te stellen en te beoordelen
- pas na voldoende gegevens te hebben verzameld over de klant alleen een vereenvoudigd cliëntenonderzoek te doen

## Wetsvoorstel plan van aanpak witwassen
Aanhangig in de Eerste Kamer is de Wijziging van de Wet ter voorkoming van witwassen en financieren van terrorisme in verband met het verbod op contante betalingen voor goederen vanaf 3.000 euro en het uitbreiden van de mogelijkheden voor informatie-uitwisseling ten behoeve van de poortwachtersfunctie (Wet plan van aanpak witwassen). Voorgesteld wordt (na toepassing van een nota van wijziging) onder meer een nieuw artikel 1f in de Wwft dat luidt:
Het is verboden voor natuurlijke personen, rechtspersonen of vennootschappen die beroeps- of bedrijfsmatig handelen als koper of verkoper van goederen, betaling van deze goederen in contanten voor een bedrag van € 3.000 of meer, of de tegenwaarde daarvan in buitenlandse munteenheid, te verrichten of te accepteren, ongeacht of de transactie plaatsvindt in een handeling of door middel van meer handelingen waartussen een verband lijkt te bestaan.
Het gaat dus niet om betalingen voor diensten, en ook niet om betalingen tussen particulieren.
Verder komen er verplichtingen voor instellingen zoals banken om ten behoeve van de poortwachtersfunctie voor zover redelijkerwijs mogelijk is met soortgelijke instellingen informatie uit te wisselen over transacties van klanten.
Holland Casino stelt dat de vereiste informatie-uitwisseling met andere kansspelbedrijven ten behoeve van de poortwachtersfunctie niet uitvoerbaar is voor de kansspelsector. Indien geen uitzondering wordt gecreëerd voor de kansspelsector dient voor de uitvoerbaarheid een gecentraliseerde database met relevante instellingen te worden onderhouden, bijvoorbeeld door de Kansspelautoriteit, zoals de Transactie Monitoring Utility (TM-Utility) van de banken. Slechts dan is het voor instellingen als Holland Casino mogelijk om aan de vergaande voorwaarden uit deze wetgeving te voldoen.
Naar aanleiding van de consultatiereacties en de adviezen van de Raad van State zijn de wettekst en de memorie van toelichting op verscheidene punten aangepast en aangevuld. De nota van wijziging heeft de wetswijziging beperkt tot de bovengenoemde bepaling over contant betalen.

## Gedeeltelijke doorberekening van kosten en noodgedwongen weigeren van dienstverlening
Sommige banken rekenen hogere kosten voor bepaalde zakelijke rekeningen om zo hogere kosten van het voldoen aan de eisen van onder meer de Wwft gedeeltelijk door te berekenen aan de betreffende categorieën rekeninghouders. Bij de ABN AMRO geldt dit bijvoorbeeld voor rekeningen van bedrijven en bedrijfsonderdelen buiten Nederland en van coffeeshops.
Bij ING konden stichtingen en verenigingen in 2022 tijdelijk geen rekening openen omdat de bank het al druk had met het controleren op witwassen van andere nieuwe klanten en bestaande klanten.